# 사랑오감
"사랑오감"은 2012년에 제작한 로맨스 영화이다.

## 캐스팅
- 류승룡 : 덕호 역
- 김규리 : 춘례 역
- 환희 : 정우 역
- 홍소희 : 은미 역
- 김민준 : 민준 역
- 오광록 : 영일 역